# Großer Siebersteinteich
Der Große Siebersteinteich (auch: Großer Siebersteinsteich) ist ein Stauteich bei Ballenstedt im Harz in Sachsen-Anhalt. In ihm wird der Sieberstein(s)bach gestaut; die Vorfluter sind die Bode und die Saale.
Wegen seiner Größe gilt der 1793 für die Wasserversorgung angelegte Teich als Talsperre. Der Staudamm ist ein Erddamm mit Innendichtung. Etwa 1,6 km nordöstlich liegt der Kleine Siebersteinteich.